# خاراكس (ميديا أتروباتين)

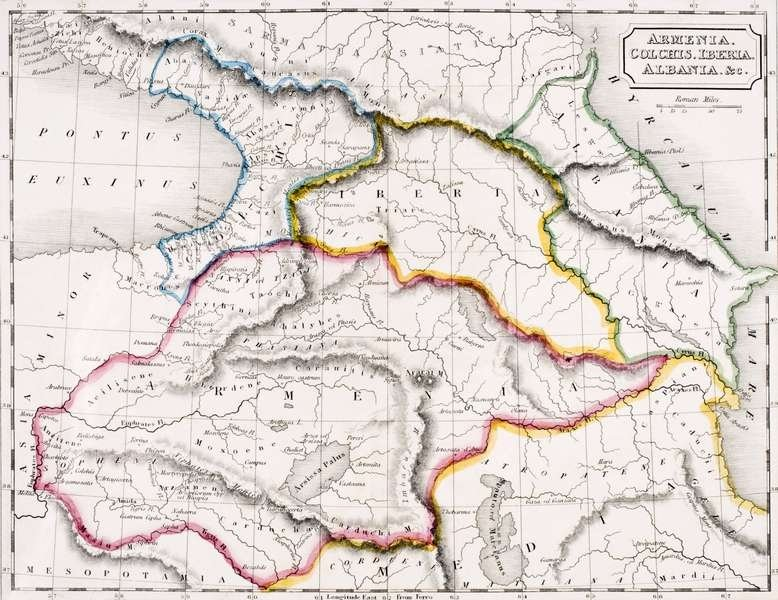
كادوسيا في تروباتين

خاراكس ( (بالإغريقية: Χάραξ)‏)، مكان قديم سكنه شعب الكادوسيين، في كادوسيا، ميديا أتروباتين على بحر قزوين، شمال سيروبوليس.